# Langobarder
Langobarder (eller longobarder, svenska: långbårdar 'långskägg') var en germansk stam som, enligt egna sägner och hävder, kom från södra Skandinavien. De utvandrade till vad som nu kallas Italien år 568, erövrade land, och gav namn till det som blev Lombardiet.

## Historia

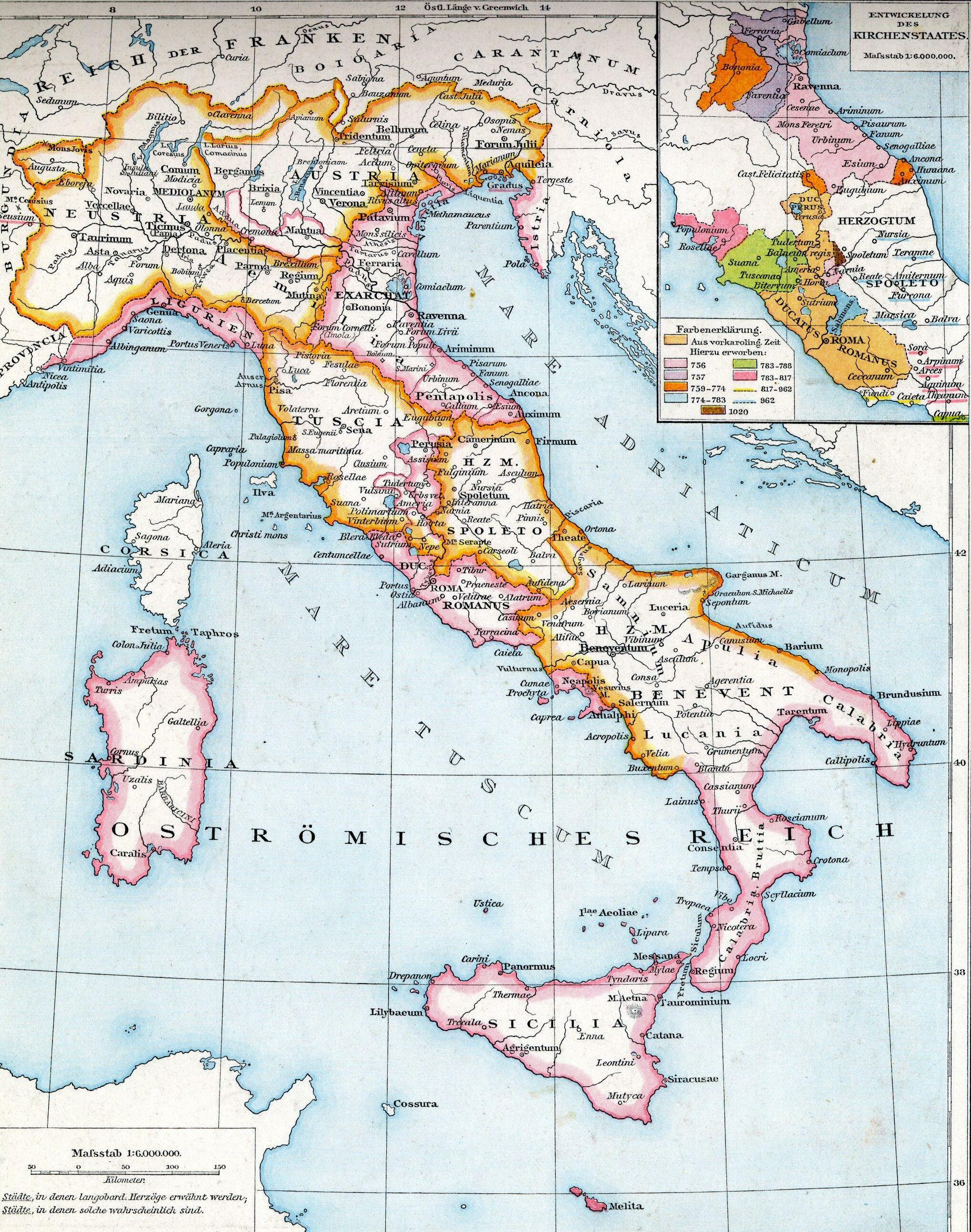
Langobarderriket i Italien på 700-talet.

Langobarderna omnämns redan i Tacitus Germania, och han placerade dem i vad som idag är norra Tyskland. Enligt Paulus Diaconus, som levde under 700-talet och som skrivit det viktiga historiska arbetet Langobardernas historia, hade de utvandrat från södra Skandinavien. Langobardernas ordförråd, formlära samt rättsväsen förenar dem med stammar som saxare, angler och friser. Detsamma gäller den dyrkan av Oden och Frigg som omnämns av Diaconus. Hos Diaconus finns även information om langobardernas äldre klädedräkt som påminde om anglers och saxares.

## Ursprung, religion och första tid
Vid Kristi födelse återfanns langobarderna enligt Tacitus, vid Elbe och Lüneburgheden. De deltog 17 e.Kr. på Arminius sida i kriget mot den markomanniske kungen Maroboduus. Vissa langobarder anföll romerska områden söder om Donau 166–167, i inledningen av markomannerkrigen. Under 200-talet hade de vuxit till en stor folkstam och bosatt sig vid mellersta Elbe. De försökte ta sig in i Romarriket öster om Alperna, men blev tillbakaslagna av de illyriska pannonierna.
Langobardernas ursprungliga religion är en av de ursprungliga germanska religionerna och lite källmaterial existerar om dom. En ledtråd finns från den langobardiska historiken Paulus Diaconus, som i slutet av 700-talet skrev i inledningen av sitt verk ”Langobardernas historia” (latin: Historia gentis Langobardorum) att inför ett slag mellan langobarder och vandaler bad vandalerna till Godan (Oden) och langobarderna till Frea (Frigg/Freja), Odens hustru. 
Omkring år 490 blev de underkuvade av de heruler som begett sig dit efter Odovakars nederlag men år 510 besegrades dessa och underkuvades. Efter att under några århundraden ha bott kvar i nuvarande Tjeckien och Slovakien, besegrades de av frankerna år 546 och drog då vidare söderut.

## Kungariket i Italien

### Erövring och rikets grundande
Efter ostrogoternas uttåg från Pannonien till Italien fick langobarderna kejsarens tillstånd att bosätta sig där och i rugiernas land norr om dessa, vars rike Odovakar hade förstört. Langobarderna utbredde sig därefter åt sydost på den ungerska slätten. Kejsar Justinianus I lyckades därefter spela ut dem mot gepiderna, som bodde i nuvarande Rumänien, och år 567 förintades denna goterstam av langobarderna med hjälp av avarerna.
Efter krig med avarerna bröt langobarderna upp från sina boplatser under ledning av sin furste Alboin och gick över Alperna. Där förstärktes deras här av 20 000 saxare och en mängd mindre folkrester. Skaran bröt in i Italien år 568 och invaderade och erövrade dess norra delar. Motståndet som östromarna gav var mycket svagt och langobarderna, som gick fram med hänsynslös grymhet, intog Milano år 569 och Pavia, som blev deras huvudstad år 572. Samma år mördades dock Alboin. Langobarderna intog sedan större delen av Italien, men Rom och Ravenna lyckades de inte inta, utan dessa städer och området däremellan samt Syditalien behölls av romarna. 

### Arianska tiden
Langobarderna uppträdde våldsammare i Italien än sina föregångare goterna och drog sig inte för att plundra. De förblev också oberörda av bysantinsk kultur. Den langobardiska lagen blev landslag för alla germaner, och de som i likhet med saxarna inte ville foga sig fick lämna landet. Upprättandet av hertigdömen blev ännu en källa till konflikter. Kungadömet hade först under folkvandringarna nått en större betydelse. Nu utnämnde konungen hertigarna på livstid inom bestämda områden med högsta myndighet i fråga om försvarsväsen, rättskipning och allmän ordning. Vid sidan av dem verkade gastalderna (kungliga domänförvaltare) för upprätthållandet av de kungliga befogenheterna. Såsom huvudstad gällde först Verona, sedan Milano och slutligen Pavia, vars kungaborg utgjorde rikets medelpunkt. Där förvarades också kronskatten. I överensstämmelse med den tidigare rådande indelningen sammanföll stadsområdena genomgående med hertigdömena och biskopsstiften. I mer avlägsna trakter kunde därför stora, mäktiga hertigdömen uppstå – såsom Spoleto, Benevent, och Friaul – och utmana kungamakten.
Alboin efterlämnade ingen son och, så vitt man kan finna, inte ens någon som med arvsrätt kunde ta tronen i besittning. Därför trängde hertigarna sig fram, tills en av de främsta bland dem, Klef, genom allmänt val upphöjdes till kung (573–575) i Pavia. När han efter ett och ett halvt år dödades av en slav efterlämnade han endast en omyndig son. Då efter forngermansk åskådning en omyndig inte var berättigad till tronen, och hertigarnas anspråk inte medgav riksföreståndarskap, blev landet utan regering i tio år, en tid som de 35 (36) hertigliga stordignitärerna begagnade till egen fördel. Romarna försökte år 576 återta Italien men slogs tillbaka av langobarderna, som även underkuvade kung Kildebert i den austrasiska delen av Frankerriket. Langobarderriket var dock splittrat i en mängd grevskap. Vid slutet av 580-talet slöt östromarna och frankerna ett förbund mot langobarderna men dessa enade sig under sin kung Autari och slog tillbaka fienden samt lade nya områden i Italien under sig.
Authari dog plötsligt år 590 i Pavia, och det påstods att han blivit förgiftad. Hans gemål Theodelinda av Bayern var katolik, men kungen stod fast vid sina fäders tro. När han dog utan barn lär langobarderna ha låtit Theodelinda behålla makten med rätt att utse en gemål som var i stånd att leda landet med kraftfull hand. Hon bestämde sig för en medlem av konungahuset, Agilulf av Turin. Agilulf slöt fred med franker och avarer, varigenom bysantinerna lämnades i sticket. Neapel belägrades och det fasta Perugia erövrades. Agilulf visade sig utanför Rom och påven tvingades köpa hans avtåg med dryga pengar och dessutom avlägga en årlig avgift. Langobarderna trängde allt vidare och erövrade en rad städer, tills de slutligen planerade ett anfall på Ravenna. Exarken Smaragdus uppgav då allt motstånd. Han slöt skyndsamt fred och återlämnade kungens dotter, som bortsläpats i fångenskap, samt allt byte. Men redan år 605 uppstod fientligheterna på nytt. Smaragdus köpte sig fred, vilket möjliggjorde ett bättre förhållande mellan kung och kejsare. Den förre ägde nu det som han eftersträvat, ett avrundat område fritt från fientliga fasta orter och sprängkilar. Kejsar Fokas var trängd av bekymmer från alla sidor. Följaktligen kunde det land som langobarderna faktiskt bemäktigat sig övergå till att bli en laglig besittning.
Agilulfs son Adaloald (615–625) hade av Theodelinda låtit döpas till katolsk tro, vilket gav upphov till svåra konflikter. Exarken Eleutherius startade krig, och efter det att han lyckats göra några erövringar beslutade han att låta kröna sig till kung över det som återstod av bysantinska besittningar i Italien. Men han blev mördad, och hans efterträdare drev annan politik, gynnad av händelserna i det langobardiska riket. Här hade den romaniserande katolska riktningen fått överhand på grund av hovets föredöme. Mot detta gjorde sig en langobardisk-ariansk reaktion gällande, företrädd av hertigarnas motstånd. Under ledning av Arioald av Turin övergick reaktionen till öppen resning. Kungen blev förjagad och Arioald besteg tronen (625–636). Han var gift med Theodelindas dotter Gundeberga och kunde därigenom framställa anspråk på kungatiteln. Om Arioald är föga känt, men av allt framgår att även han var i konflikt med hertigarna och att han levde i stor oenighet med sin hustru. Efter hans död tycks hon ha genomdrivit att Rothari, hertig av Brescia, blev kung.
Rothari (636–652) var enligt Paulus Diaconus "en stark och tapper man och gick rätta vägar". Med kraftig hand höll han hertigarna i underdånighet och stod i gott samförstånd med de tre storhertigarna av Benevent, Spoleto och Friaul. Deras land hade utvecklat sig till nära nog självständiga mark- eller gränsland med stora militäriska möjligheter. Rothari lät dem behålla sin ärftliga tronföljd, trots att förvaltningsområdena på så sätt övergick till att bli furstendömen. I stället fråntog han bysantinerna övre Italiens västkust, Ligurien, och gjorde ytterligare erövringar i öster. Exarken mötte honom vid Tanaro och en väldig drabbning utkämpades, det första öppna fältslaget mellan germaner och östromerska trupper sedan Teias nederlag. Langobarderna vann en fullständig seger och 8 000 bysantiner uppges ha stupat. Från den tiden var exarkens förvaltningsområde väsentligen inskränkt. Rotharis lagbok av år 643 betecknar konungadömets höjdpunkt. I den var den langobardiska vanerätten och rättegångsbruken sammanfattade och förbättrade. Kronans myndighet gjordes gällande, rätten till självhämnd inskränktes, och avstånd togs från den romerska rätten. Konungens hållning gentemot kyrkan fick också sin prägel av den langobardiska egenarten. Under Rotharis regering inträffade nämligen en ny uppblomstring av arianismen, som dock saknade tillräcklig inre styrka. Rothari medgav slutligen att såväl han själv som hans gemål skulle begravas i Johannes Döparens katolska basilika i Monza.

### Katolska tiden
Efter Rotharis död följde stormiga tider, under vilka kungamakten sjönk djupt. Upprepade gånger gjorde hertigarna uppror. Rotharis son mördades, och Theodelindas brorson Aripert erhöll kronan (653–661). Med honom kom en bayersk linje (Agilolfingerna) till makten och därmed även katolicismen. Aribert efterlämnade två söner som delade riket mellan sig men blev störtade av Grimoald, hertig av Benevent, som gifte sig med deras syster. Grimoald (662–671) angreps upprepade gånger av yttre fiender, franker och bysantiner, vilka han slog tillbaka. Men när hertig Lupus av Friuli gjorde uppror, kallade kungen avarerna till hjälp. De segrade i en fyra dagars drabbning, och kungen lyckades även att förmå avarerna att avtåga efter välförrättat ärende. Slaverna försökte tränga sig fram, men deras ansträngningar blev fruktlösa. På alla områden hade Grimoald framgång, även som lagstiftare. Den langobardiska lagboken tillökades genom honom.
Grimoald dog helt plötsligt, troligen av slag, och efterlämnade en son. Efter forngermansk åskådning var som sagt en minderårig inte berättigad till tronen, och ännu levde Perctarit, en son till Aripert. Perctarit intog tronen (671–688) och på hans tid utformades historien om langobardernas härkomst på grundvalen av gamla sånger som bevarats bland folket. Han hade knappt dött förrän hertig Alahis av Trent gjorde uppror och förklarade sig för kung. Men Cunincpert samlade en här och besegrade motståndaren i en blodig drabbning under vilken Alahis stupade. Efter en tolvårig regering dog Kuninkpert. Hans omyndige son undanträngdes av huvudmannen för den detroniserade linjen, hertigen av Turin, vars son Aripert II (701–712) tillkämpade sig kronan. Den nye härskaren försökte krossa ledarna för motpartiet, varemot han försökte vinna för sig den inflytelserikaste inom det andliga ståndet, nämligen påven. Dock besegrade slaverna friulierna, och hertigen av Benevent utvidgade sitt område. Därmed bröt olyckan in över Aribert. På anstiftan av cunincpertiska släktens parti uppträdde hertigen av Bayern. Aribert drunknade i Ticino under flykten, och Liutbrand besteg tronen (712–744).

### Kungarikets nedgång och fall
Langobarderna hjälpte under Liutbrand frankerna mot araberna under slaget vid Poitiers år 732, och ingick därefter förbund med frankerna. De erövrade sedan stora delar av Kyrkostaten och påven Gregorius III kände sig hotad. Karl Martel vägrade hjälpa påven trots stora gåvor, men denne begav sig senare till hans efterträdare Pippin den lille och bad honom visa sin vänskap mot kyrkan genom att underkuva de mäktiga langobarderna och deras nye kung Aistulf. År 754 ryckte Pippins trupper in i Norditalien efter att Aistulf vägrat lyda Pippins anmodan att avsluta sina påtryckningar mot påven. För att hävda sin makt belägrade langobarderna Rom, men staden lyckades uthärda detta tills frankerna nådde fram. Langobarderna tvingades därpå att avstå ett område i mellersta Italien till påven och blev skattskyldiga till frankerna. När Karl den store blivit kung över Frankerriket blev hans första uppgift att ta itu med langobarderna, som under sin kung Desiderius på nytt anfallit Rom. Huvudstaden Pavia intogs och Desiderius tvingades ge sig i Karls våld, vilket innebar slutet för langobarderna. Det langobardiska riket i Italien varade fram till Karl den stores erövring år 774.

### Senare inflytande
Den italienska beteckningen lombarder används ibland om folket under deras tid som härskare över Italien. De har vidare gett sitt namn till regionen Lombardiet, som dock omfattar endast en del av det langobardiska riket. Många historiker har velat börja medeltiden först med langobardernas erövring av Italien, eftersom de gamla romerska lagarna och sederna gällde kvar under Odovakar och Teoderik den store, och blev ersatta av ett helt germanskt statsskick först i och med Langobarderriket.

## Genetik
Frågan om langobardernas ursprung har varit omdiskuterad länge. Under 1970-talet ifrågasattes det skandinaviska ursprunget och det föreslogs på att den ursprungliga hemvisten kunde ha varit nordvästra Tyskland, och möjligen delar av södra Danmark. Nyare genstudier visar att langobarderna hade starka genetiska band till norra Europa, särskilt Island och Litauen. En studie från 2018 visade att individer som identifierats som langobarder inte hade någon relation till tidigare populationer i området, men starka genetiska likheter med individer från bronsåldern i Skandinavien. Denna studie föreslog att langobarderna ursprungligen kommit från Skandinavien för att sedan bosätta sig i centrala Europa och beblanda sig med befolkningen där för att sedan bosätta sig i Italien.  En studie från 2019 visade att langobarderna som bosatte sig i norra Italien var en könsblandad grupp som bestod av både män och kvinnor. En studie från 2020 visade genetiska band mellan langobarder och vikingatida invånare i Norge och Sverige.[källa behövs]

## Kungar över langobarderna

### Sagokungar

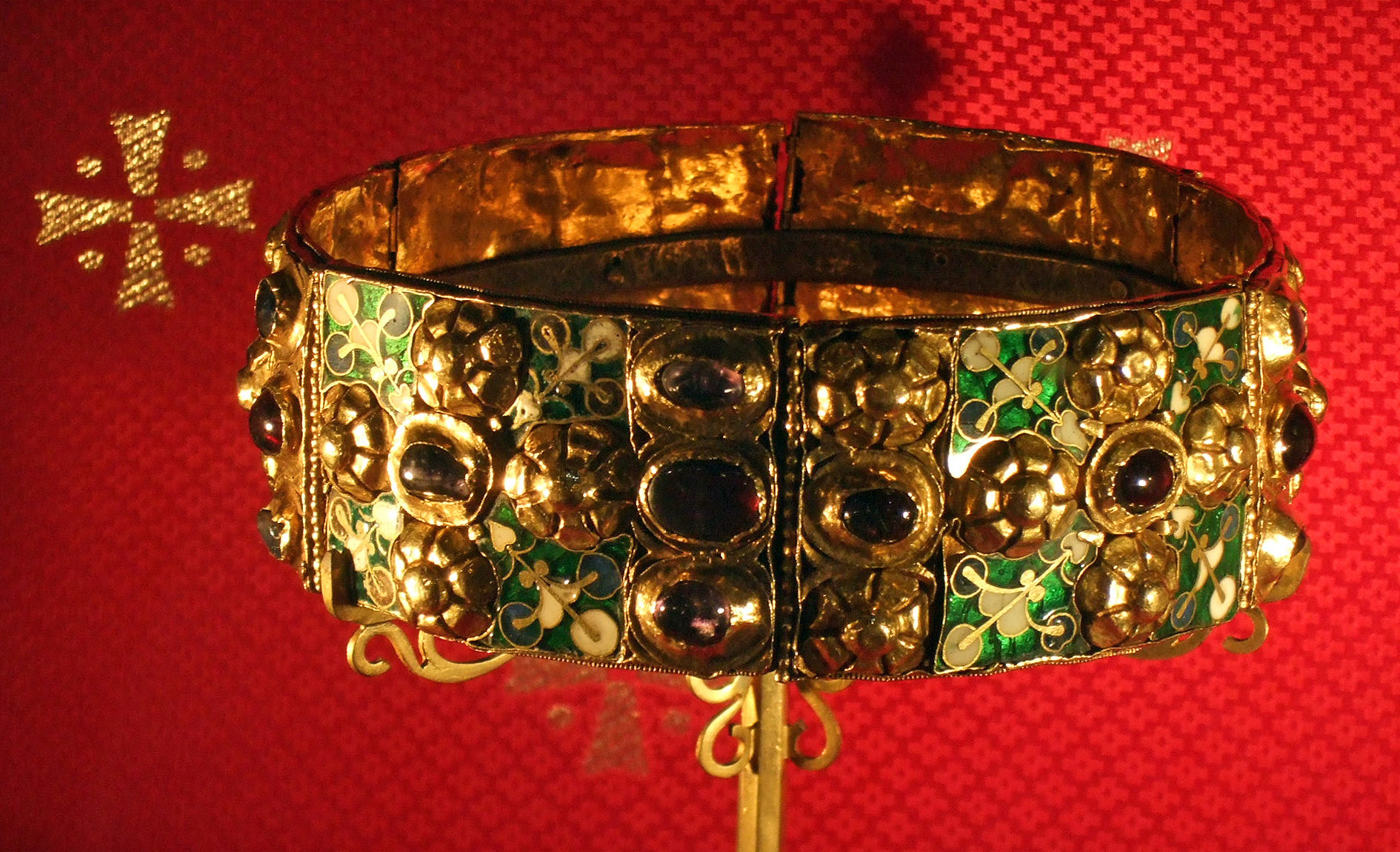
Järnkronan - den langobardiska kungakronan

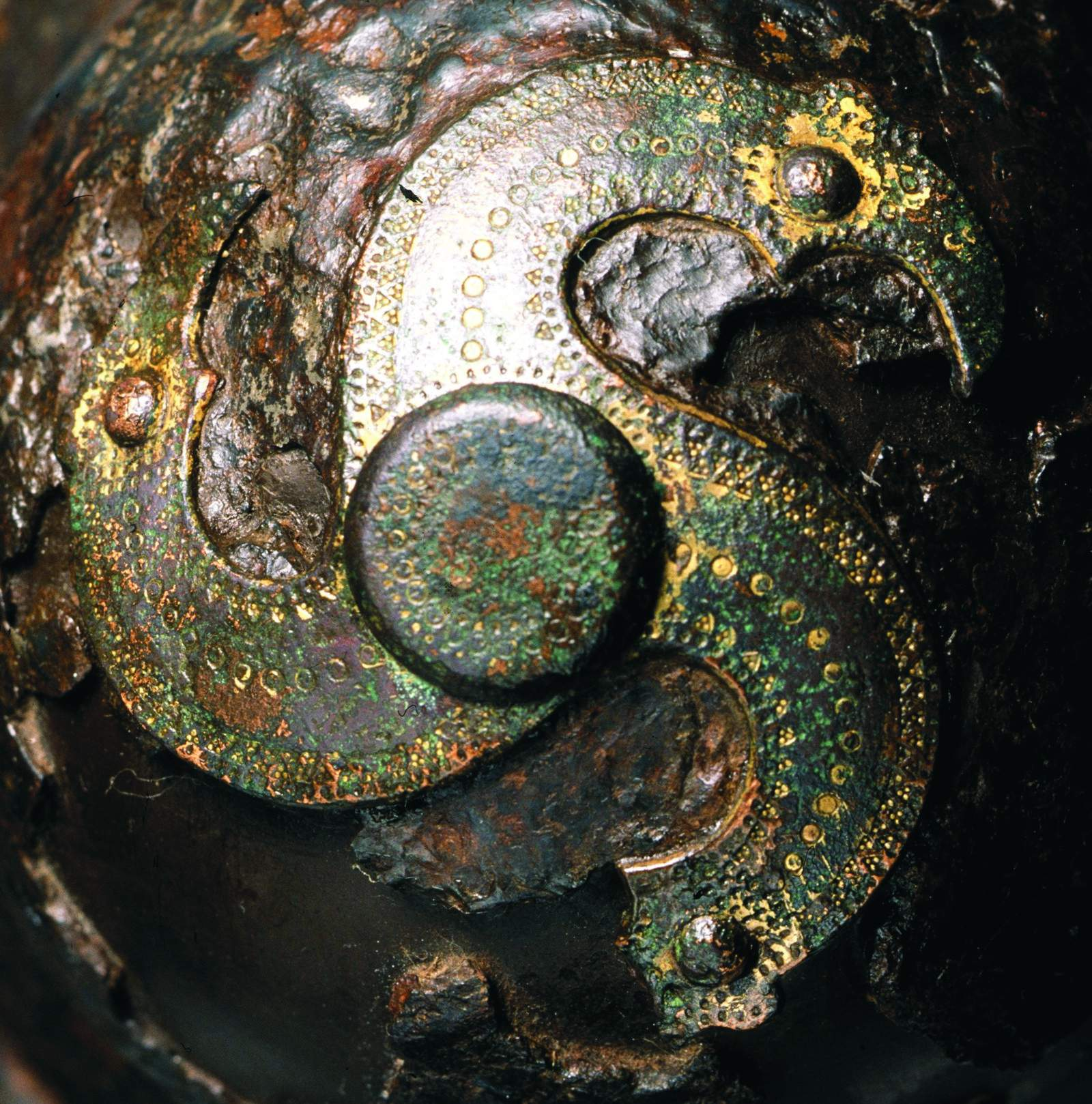
Triskele-format beslag på en langobardisk umbo (sköldbuckla), Bergamos arkeologiska museum

- ???–??? Agelmund
- ???–??? Lamissio
- ???–??? Ibor och Agio
- ???–??? Lethuc
- ???–??? Hildeoc
- ???–??? Godeoc
- 478–490 Claffo
- 490–510 Tato
- 510–540 Wacho
- 540–545 Walthari
- 545–560 Audoin

### Kungar i Lombardiet
- 568–572 Alboin
- 572–574 Cleph

- 574–584 Interregnum

- 584–590 Authari
- 590–615 Agilulf
- 615–626 Adaloald
- 626–636 Arioald
- 636–652 Rothari
- 652–653 Rodoald
- 653–661 Aripert I
- 661–662 Godepert och Perctarit
- 662–671 Grimoald
- 671 Garibald
- 671–688 Perctarit (andra gången)
- 688–700 Cunincpert
- 700 Liutpert
- 701 Raginpert
- 701–712 Aripert II
- 712 Ansprand
- 712–744 Liutprand
- 744 Hildeprand
- 744–749 Ratchis
- 749–756 Aistulf
- 756–757 Ratchis (andra gången)
- 757–774 Desiderius (den sista langobardiske kungen över langobarderna)
- 774–781 Karl den store i personalunion
- 781–810 Pippin av Italien
- 810–813 Karl den store (andra gången) i personalunion
- 813–818 Bernhard
- 818–855 Lothar I i personalunion
- 844–875 Ludvig II